# Bloom (EP)
Bloom é um EP da cantora sul-coreana G.NA. Sua faixa principal é "2Hot". O EP foi lançado em 22 de maio de 2012, sendo distribuído pela Universal Music.

## Antecedentes e lançamento
Bloom, que foi lançado em 22 de maio de 2012, possui um conceito de "florescimento", que complementa e foca nas qualidades femininas da cantora. O álbum apresenta um tipo de feminilidade mais maduro.
G.NA participou ativamente neste álbum, ajudando a escrever e compor algumas das canções. Sua faixa principal "2HOT", escrita pelos compositores Kim Do Hoon, Lee Hyun Seung e Choi Gab Won, consiste em um som eletrônico, e os metais juntamente com a ajuda de graves profundos ajudam a amarrar o som dinâmico. Também conta com a faixa de hip hop "Green Light", que é uma colaboração de G.NA com o cantor Jay Park. G.NA também lançou uma versão em inglês de seu hit "I’ll Back Off So You Can Live Better" neste álbum, que conta com a participação de Yong Jun-hyung do Beast.
Em 20 de maio de 2012, um teaser para a faixa "2HOT" foi lançado através do canal oficial de G.NA no YouTube e em 22 de maio de 2012, o videoclipe de "2HOT" foi lançado.

## Promoção
G.NA fez seu retorno aos palcos através do M! Countdown da Mnet em 24 de maio de 2012, com sua faixa-título "2HOT", seguido por outros programas musicais incluindo Music Bank da KBS, Show! Music Core da MBC e Inkigayo da SBS.

## Lista de faixas
| N.º            | Título                                                                           | Letras                     | Música                       | Arranjo                              | Duração |  |
| 1.             | "Green Light" (feat. Jay Park)                                                   | G.NA, Kim Dohoon, Jay Park | G.NA, Kim Dohoon, Seo Jaewoo | Seo Jaewoo                           | 3:22    |  |
| 2.             | "2Hot"                                                                           | Choi Kabwon                | Kim Dohoon, Lee Hyunseung    | Kim Dohoon, Seo Yongbae              | 3:04    |  |
| 3.             | "여름 별 (Summer Star)"                                                          | Min Yunjae                 | Im Sanghyuk, Jeon Dawoon     | Im Sanghyuk, Jeon Dawoon, Jo Sungjun | 3:45    |  |
| 4.             | "오빠, 동생 (Oppa, Dongsaeng)" (feat. Sangchu do Mighty Mouth)                   | Sangchu                    | A.T                          | A.T                                  | 3:57    |  |
| 5.             | "때려 쳐 (Drop It (Cut It Off))"                                                 | Jungoon                    | Jungoon                      | Jungoon                              | 3:16    |  |
| 6.             | "I'll Back Off So You Can Live Better (versão em inglês)" (feat. Yong Jun-hyung) | G.NA                       | Kim Dohoon                   | Kim Dohoon                           | 3:31    |  |
| Duração total: | Duração total:                                                                   | Duração total:             | Duração total:               | Duração total:                       | 20:55   |  |

## Desempenho nas paradas

### Single
| "2Hot" | 2 | 2 |

### Outras canções
| Título                 | Melhores posições nas paradas | Melhores posições nas paradas |
| Título                 | KOR                           | US                            |
| Título                 | Gaon Chart                    | K-Pop Billboard               |
| ---------------------- | ----------------------------- | ----------------------------- |
| "Green Light"          | 58                            | 83                            |
| "Oppa, Dongsaeng"      | 79                            | 85                            |
| "Summer Star"          | 124                           | -                             |
| "Drop It (Cut It Off)" | 142                           | -                             |

### Vendas e certificações
| Tabela (2012)       | Quantidade | Ref   |
| ------------------- | ---------- | ----- |
| Gaon Vendas Físicas | 5.024+     | [ 5 ] |

## Histórico de lançamento
| Formato          | País          | Data de lançamento |
| ---------------- | ------------- | ------------------ |
| Download digital | Coreia do Sul | 22 de maio de 2012 |